# Hitomi Kobayashi
Hitomi Kobayashi (en japonés: 小林ひとみ; romanizado: Kobayashi Hitomi) (Tokio, 2 de septiembre de 1965), nombre artístico de Yukari Ishii, es una actriz pornográfica, AV Idol y modelo erótica japonesa. Es una de las figuras fundadoras del modelo de actriz de vídeo para adultos japonés. Su popularidad sin precedentes a mediados de la década de 1980, en el que el modelo de AV Idol comenzaba a desarrollarse, le valió el título de "Reina de las AV", sentando las bases para la edad de oro del video para adultos en el país asiático.
Después de hacer su debut como modelo y gravure idol, Kobayashi ingresó al campo audiovisual en 1986. Debido a su rápida popularidad, Nikkatsu Corporation, principal productora de pornografía suave de Japón en ese momento, la contrató para aparecer en películas en 1987. Después de ausentarse por su matrimonio y tras un breve retiro desde 1989, Kobayashi regresó por completo a la industria audiovisual en 1998. Anunció su retiro en 2003.

## Vida y carrera

### Primeros años
Su ambición desde pequeña era ser actriz. Asistió a una escuela de actuación y al cumplir la mayoría de edad se registró en una agencia de talentos. Creció en una familia de aspecto conservador, algo que se plasmó en su posterior entrada en la industria audiovisual, al considerarse poco experimentada y haciendo que sus primeras escenas de sexo tuvieran que ser simuladas. Incluso al final de su carrera audiovisual, la actitud de Kobayashi hacia el sexo siguió siendo modesta. Como actriz, hizo su debut usando el nombre artístico de Kaori Matsumoto en mayo de 1986 en un fotolibro y como modelo en revistas, en un trabajo unificado titulado  Pounding: 19-year-old Kaori.

### Debut como AV Idol
Poco después de su debut en medios no pornográficos, a Kobayashi se le presentó una nueva oportunidad. Recibió una primera oferta para una película titulada Kinjirareta Kankei, desconociendo el final de la misma. Le habían comentado que había escenas en las que los protagonistas tenían que estar desnudos, si bien no le especificaron el tipo de película que propiamente iba a ser. Inicialmente reacia a protagonizarla, tras una larga discusión con su agente, finalmente aceptó actuar en el video solo si el sexo era simulado. Cambió su nombre artístico a Hitomi Kobayashi para el video, que acabó resultando ser un completo éxito, con más de 50 000 copias vendidas en Japón. Su asombrosa popularidad la convirtió rápidamente en la principal actriz audiovisual de mediados de la década de 1980, ganándose, poco después de su debut, el título de "AV Queen".
Las leyes de censura de Japón han impedido la exhibición de los órganos sexuales, permitiendo que Kobayashi mantenga su insistencia en realizar solo simulaciones de sexo frente a la cámara durante toda su carrera audiovisual. Kobayashi consideró que sus actuaciones audiovisuales eran otra forma de actuación y se le ocurrieron varias técnicas para aparentar tener sexo real. Su carrera se puso en peligro cuando circuló una copia pirata sin censura de uno de sus videos. Cuando se pudo ver claramente que no estaba practicando sexo real, Kobayashi temió que sus aficionados la abandonaran. Sin embargo, estos temores resultaron infundados y su popularidad continuó.

### Carrera como actriz
En 1987, la popularidad de Kobayashi ya le había valido el título de "Reina del AV". Nikkatsu, que había sido el líder de la pornografía teatral japonesa (las llamadas películas Pinky Violence) desde el inicio de su serie Roman Porno en 1971, estaba perdiendo rápidamente su audiencia ante la industria audiovisual. Aunque el estudio había condenado públicamente a las AV Idols durante años, en un intento de atraer a algunos de los fanáticos de las AV de Kobayashi al cine, Nikkatsu la contrató para protagonizar su propia serie de películas. El primero de dichos trabajos, Hitomi Kobayashi's Secret Pleasure, fue lanzado en enero de 1987. La colaboración de Kobayashi con Nikkatsu dejaría que las películas sexuales niponas buscaran emular los modelos de lencería plasmados en revistas como Playboy o Penthouse.
El segundo trabajo, Hitomi Kobayashi's Heavy Petting, fue lanzado dos meses después, en marzo de 1987, siendo parte de la nueva línea "Roman X" de Nikkatsu, que supuestamente era más "hardcore" que su antecesora. Sin embargo, la práctica japonesa de censura al empañar los genitales hizo que este movimiento hacia el "hardcore" fuera bastante inútil, ya que, como dijo Donald Richie en su ensayo pionero sobre las películas Pinky Violence, "nunca se muestra ninguna parte funcional". Estas dos primeras películas fueron juzgadas e impopulares entre los aficionados y críticos.
La tercera de esta serie, Hitomi Kobayashi's Young Girl Story, lanzada el 19 de diciembre de 1987, se acercó más al antiguo estilo Nikkatsu, ya que tenía una apariencia de trama formal, si bien el esfuerzo sirvió de poco al estudio, que poco tiempo después cancelaría toda la producción de sus Roman Porno en 1988 y se declararía en quiebra en 1993. En el apogeo de su popularidad, en 1987, Kobayashi se casó con Toshifumi Yuzawa, quien más tarde se convertiría en el presidente de la agencia de talentos de Kobayashi. La actriz dejó en el aire sus actuaciones durante algunos años a partir de 1989 para concentrarse en su familia. Durante este período, nunca se retiró oficialmente, nunca dejó de aparecer por completo como AV Idol y trabajó ocasionalmente como estríper.
En 1988 tuvo un papel importante en la película Evil Dead Trap, dirigida por Toshiharu Ikeda y producida por Japan Home Video. La cinta, del género slasher, fue descrita por el portal especializado AllMovie como un "slasher repugnante pero fascinante", mientras que el autor y crítico de cine Patrick Galloway comentó que era "nada menos que un tour de force de terror multicultural, con un sonido e imágenes horripilantes, brillantemente renderizados que permanecerán contigo hasta tu último suspiro moribundo". La película generaría un importante éxito en los cines, e inspiró dos secuelas. Japan Home Video, que financió la película, deseaba mostrar a Kobayashi, su principal estrella audiovisual en ese momento, como la estrella de la película. El director Ikeda, inseguro de sus habilidades de actuación, puso a Miyuki Ono en el papel principal de Nami y le dio a Kobabayashi el papel secundario de Rei. Los puristas del cine de terror criticaron las escenas de sexo casi al estilo de los videos para adultos que Kobayashi interpretaba en la película como el elemento que impidió que la película alcanzara el estatus de clásico del género.
Entre 1996 y 1997, Kobayashi protagonizó dos películas para el pionero director de Pink Violence Satoru Kobayashi, quien fue el primer director del género, con la grabación del estreno del medio con Flesh Market (1962). En 1997, interpretó el papel, con tintes autobiográficos, de la actriz AV ficticia Mizuki Mahoro en la película de V-Cinema Destroying Mosaic. El regreso oficial de Kobayashi a la industria audiovisual fue en el video de noviembre de 1998 Love Bond or Immoral Bonds.

### Últimos años
Más de diez años después de su debut, Kobayashi era ahora una modelo de "mujer madura", y sus videos comenzaron a reflejar el nuevo nicho de modelos AV que comenzaron a florecer a mediados de la década de 1990. Kobayashi se asoció con la primera actriz pornográfica hardcore de Japón, Kyōko Aizome, en el estreno teatral de febrero de 2001, Kyoko Aizome vs. Hitomi Kobayashi: Sexual Excitement Competition. Aizome protagonizó y dirigió la película, que fue estrenada por el distribuidor de pornografía de Nikkatsu, Excess films. Ese mismo año, Kobayashi y su esposo abrieron un club nocturno en Roppongi, barrio de Tokio.
En una industria en la que la carrera promedio de una actriz y AV Idol dura sólo un año y produce de cinco a diez videos, en 2003, Kobayashi había trabajado durante más de una década y media y aparecido en alrededor de 70 películas. Deseando retirarse apuntando alto, Kobayashi y su gerente, a la par que esposo, anunciaron una última obra audiovisual de dos volúmenes y dos horas y media. Kobayashi buscó 35 inversionistas que contribuirían con 500 000 yenes cada uno, por el privilegio de una cena con Kobayashi, que sus nombres aparecieran en los créditos del video y una visualización exclusiva del video. El video fue lanzado en dos volúmenes como Hitomi Kobayashi FINAL, con una diferencia entre volúmenes de apenas días (entre el 19 y 31 de diciembre de 2003).
La controversia siguió a raíz del lanzamiento cuando algunos de los inversores en el video informaron que se les prometieron dividendos de su inversión, pero que no habían recibido ninguno. Se afirmó que Kobayashi había conseguido más de 50 inversores para el proyecto, pero que su marido había utilizado el dinero para pagar deudas personales y para actividades recreativas no relacionadas con la película. La comunicación insuficiente con los inversores, el cierre del sitio web de la película, el repentino cambio de nombre de la compañía y los vaivenes informativos sobre la efectividad financiera de la producción llevaron a las quejas de los inversores, que no vieron reflejados en su apuesta lo prometido inicialmente. Tras su retiro del mundo audiovisual, Kobayashi se retiró a regentar como anfitriona su club nocturno en Roppongi.